# رکاله
رکاله (به ایتالیایی: Recale) یک کومونه در ایتالیا است که در استان کسرتا واقع شده‌است. رکاله ۳٫۲ کیلومتر مربع مساحت و ۷٬۷۸۹ نفر جمعیت دارد و ۴۳ متر بالاتر از سطح دریا واقع شده‌است.